# Головне управління Національної поліції в Автономній Республіці Крим та м. Севастополі
ГУ НП України в АРК та м. Севастополі — територіальний орган виконавчої влади в Автономній Республіці Крим та місті Севастополі, входить у систему Міністерства внутрішніх справ України. Підпорядковується Національній поліції України. Основними завданнями відомства є забезпечення безпеки, прав і свобод громадян, припинення і розкриття злочинів, охорона громадського порядку.

## Керівники міліції в місті Севастополі

### Начальники УМВС України в місті Севастополі
- Бєлобородов Віват Олександрович (1983—1999)
- Іллічов Микола Олександрович (1999—2003)
- Петухов Валерій Аркадійович (2005—2007)
- Бірюков Василь Павлович (2007)
- Петухов Валерій Аркадійович (2007—2010)
- Танчук Олександр Анатолійович (2010—2011)
- Гончаров Олександр Миколайович (2011—2012)
- Поготов Сергій Миколайович (2012—2013)
- Радченко Валерій Васильович (2013)
- Гончаров Олександр Миколайович (2013—2014)

## Керівники міліції в Автономній Республіці Крим

### Начальники УНКВС Кримської АРСР
- Салинь Едуард Петрович (1934 — 1934)
- Лордкіпанідзе Тіте Ілларіонович (1935—1937)

### Наркоми внутрішніх справ Кримської АРСР
- Лордкіпанідзе Тіте Ілларіонович (1937—1937)
- Павлов Карп Олександрович (1937—1937)
- Міхельсон Артур Іванович (1937—1938)
- Якушев Лаврентій Трохимович (1938—1938)
- Каранадзе Григорій Теофілович (1938—1941)
- Фокін Петро Максимович (1941—1941)
- Каранадзе Григорій Теофілович (1941—1942)
- Сергієнко Василь Тимофійович (1943—1945)

### Начальники УВС Кримської області
- Сергієнко Василь Тимофійович (1945—1946)
- Калінін Андрій Самсонович (1947—1949)
- Запевалін Михайло Олександрович (1949—1949)
- Вяткін Михайло Васильович (1949—1951)
- Погорело Василь Андрійович (1951—1952)
- Колесніков Віктор Петрович (1952—1953)
- Рижиков Андрій Трохимович (1953—1962)

### Начальники Управління охорони громадського порядку Кримської області
- Рижиков Андрій Трохимович (1962—1964)
- Захаров Віталій Федорович (1964—1969)

### Начальники УВС Кримської області
- Захаров Віталій Федорович (1969—1972)
- Жорич Анатолій Петрович (1972—1985)
- Руснак Пилип Гаврилович (1985—1991)
- Гамієв Микола Іванович (1991—1993)

### Міністри внутрішніх справ Криму
- Плюта Олександр Никифорович (1993—1994)
- Кузнєцов Валерій Євгенович (1994—1994)

### Начальники ГУ МВС України в Автономіній Республіці Крим
- Чернишев Валерій Серафімович (1994—1994)
- Кириченко Віталій Миколайович (1994—1995)
- Корнієнко Михайло Васильович (1995—1997)
- Кочегаров Олег Дмитрович (1997—1997)
- Москаль Геннадій Геннадійович (1997—2000)
- Селезньов Юрій Федорович (2000—2001)
- Паламарчук Микола Петрович (2001—2005)
- Хоменко Володимир Петрович (2005—2007)
- Могильов Анатолій Володимирович (2007—2007)
- Іллічов Микола Олександрович (2007—2009)
- Москаль Геннадій Геннадійович (2009—2010)
- Бідашко Євген Андрійович (2010) в.о.
- Рудяк Олександр Володимирович (2010) в.о.
- Просолов Олександр Анатолійович (2010—2011)
- Резніков Сергій Дмитрович (2011—2012)
- Слепаньов Михайло Анатолійович (2012—2013)
- Радченко Валерій Васильович (2013—2014)
- Авруцький Ігор Якович (28 лютого 2014 — 1 березня 2014), в.о.

## Керівники поліції в Автономній Республіці Крим та м. Севастополі

### Начальники ГУ НП України в Автономній Республіці Крим та м. Севастополі
- Кузнєцов Віктор Володимирович (2015)
- Максимчук Наталія Іванівна (2015—2016) т.в.о.[1]
- Бахчиванжи Анатолій Костянтинович (2016—2019)[2].
- Стрижак Віталій Олександрович (2019-2024)[3]
- т.в.о. Климовський Олександр Олександрович (2024-)